# Zafra
Zafra (in estremegno Çafra) è un comune spagnolo di 15 253 abitanti situato nella comunità autonoma dell'Estremadura.

## Storia
Fu chiamata dagli Iberi Segida, dai Romani Julia Restituta e dai Saraceni Zafar.

## Monumenti e luoghi di interesse

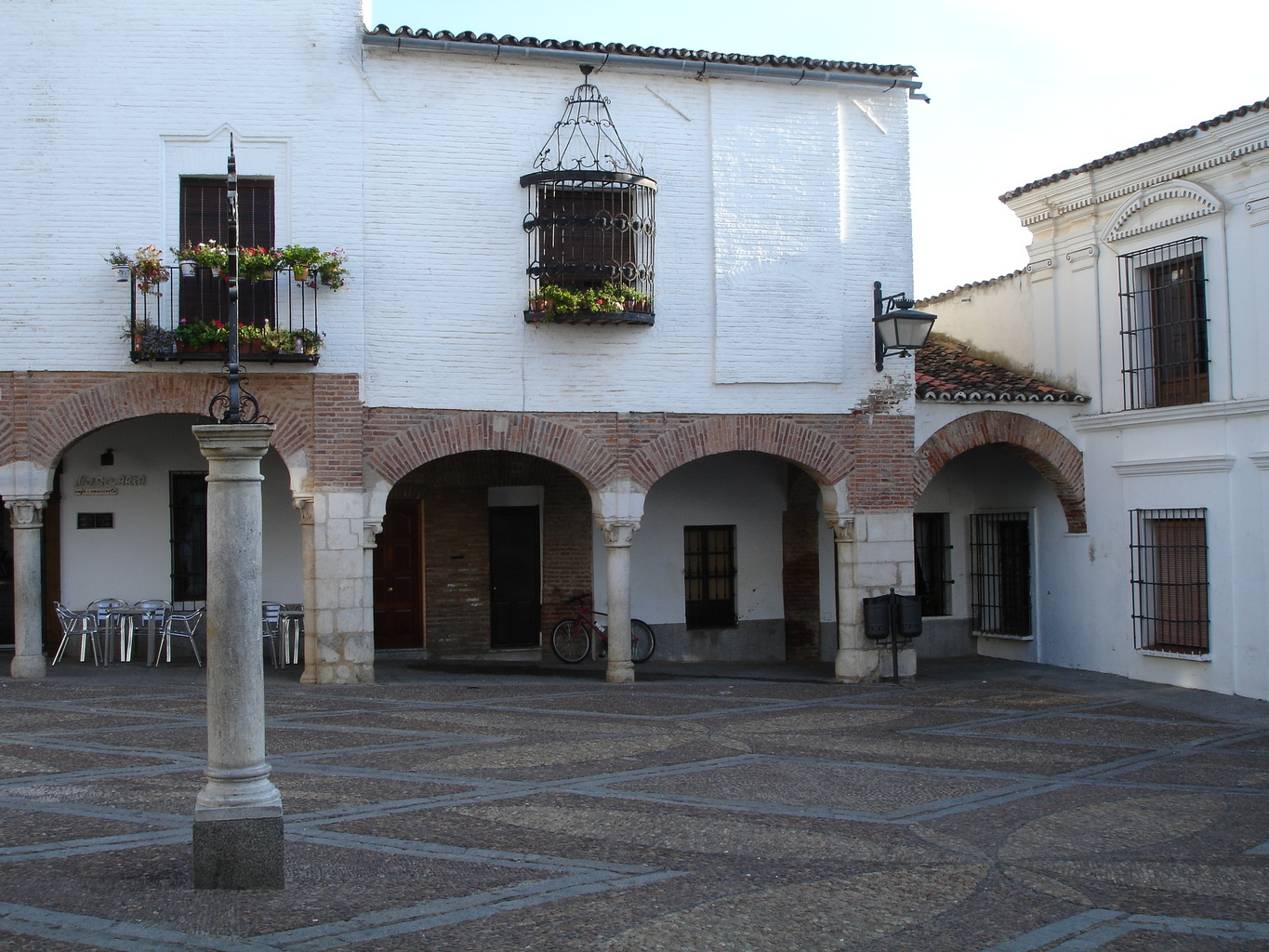
Plaza Chica

Nel centro cittadino si trovano due piazze:
- la Plaza Grande con palme e bei palazzi;
- la Plaza Chica circondata dai portici.

L'edificio più suggestivo è l'Alcazar in stile gotico dei duchi di Feria e risale al XV-XVI secolo, nel centro della città; si tratta di un ottimo esempio di antico castello nobiliare spagnolo di impronta araba.
La Colegiata de la Candelaria è una chiesa iniziata nel 1546 e al suo interno si trova un retablo del 1644, dipinto da Francisco de Zurbarán.